# Гарай, Франсиско де
Франсиско де Гарай (ок. 1475 — 27 декабря 1523) — испанский аделантадо и конкистадор, второй губернатор острова Ямайка (1514—1523). 

## Биография
По национальности — баск. В 1493 году Франсиско де Гарай участвовал во второй экспедиции адмирала Христофора Колумба в Новый Свет, где вначале обосновался на острове Эспаньола (Гаити). В 1511 году Франсиско де Гарай безуспешно пытался завоевать остров Гваделупу, населенную карибами. В дальнейшем он занимал должность коменданта форта Ягуймо на Эспаньоле.
В 1514 году Франсиско де Гарай посетил испанский королевский двор, после чего получил назначение наместником на остров Ямайка. С 1514 по 1523 год он занимал должность испанского губернатора Сантьяго (Ямайки). В качестве губернатора он был ответственным за геноцид коренного населения острова (таино), которых он порабощал и заставлял работать на золотых приисках Кубы. К 1519 году коренное население Ямайки было почти полностью ликвидировано. Франсиско де Гарай во время своего губернаторства начал разводить свиней на Ямайке.
Получив разрешение от испанской короны, Франсиско де Гарай организовал и предпринял несколько экспедиций вдоль побережья Мексиканского залива от Флориды до Мексики. В 1519 году он отправил четыре корабля (экипаж — 270 чел.) под командованием Алонсо Альвареса де Пинеды, который исследовал северное побережье Мексиканского залива. Пинеда проследовал от западного берега полуострова Флорида до города Веракрус, нанеся на карту около 1200 километров береговой линии. Река Миссисипи была обозначена на карте как Рио-дель-Эспириту-Санто (Святого Духа). Добравшись до Веракруса, Пинеда столкнулся с Эрнаном Кортесом, готовившимся к наступлению на империю ацтеков и попытавшимся взять его в плен. Спасаясь от Кортеса, Пинеда двинулся вглубь континента и был убит индейцами.
В 1520 году ямайский губернатор Франсиско де Гарай организовал вторую экспедицию в устье Сото-ла-Марина. Экспедиция под руководством Диего де Камарго состояла из 3-х кораблей и 150 пехотинцев. Испанцы должны были построить форт в устье реки с тем, чтобы развернуть миссионерскую деятельность среди туземного населения. Кроме того, новая колония должна была противостоять растущему влиянию Кортеса в Мексике. Но индейцы хотели принимать христианство и изгнали испанцев из этого региона. Диего де Камарго, потеряв два корабля, прибыл в Веракрус. Утратив последний корабль во время стоянки на якоре в порту, солдаты Камарго перешли на сторону Кортеса. Сам Диего де Камарго, разочарованный в результате своей экспедиции, вскоре скончался.
В июне 1523 года губернатор Франсиско де Гарай возглавил новую экспедицию (11 кораблей, 600 чел.), чтобы основать новую колонию на реке Пануко (близ современного города Тампико в Мексике). Тем не менее, он ошибся и высадился через 100 миль к северу в устье Пальмовой реки (Рио-де-Лас-Пальмас; современное название — Сото-ла-Марина). Он отправил на разведку небольшую лодку вверх по реке около 25 миль, вероятно, где испанцы достигли современного города Сото-ла-Марина. Конкистадоры обнаружили сорок индейских стоянок вдоль реки, что указывает на большое население, хотя индейцы, видимо, не практиковали сельское хозяйство. Индейцы плавали по реке на байдарках и, хотя изначально они были дружелюбными, затем стали враждебными. Поняв, что это река не Пануко, Франсиско де Гарай, отвергнув советы своих офицеров, двинулся по суше на юг к Веракрусу. Он дошел маршем до берегов реки Пануко, где узнал, что Кортес установил свой контроль над этим районом и основал город Санти-Эстебан-дель-Пуэрто (ныне Пануко).
Франсиско де Гарай, столкнувшись с бегством своих людей и осознавая неспособность противостоять растущему влиянию Кортеса, отправился в Мехико на встречу с завоевателем империи ацтеков. Во время переговоров с Кортесом он заболел воспалением легких и скончался 27 декабря 1523 года.

## Семья и дети
В 1510 году в Санто-Доминго (остров Гаити) Франсиско де Гарай женился Ане Мониш де Перестрелло, дочери Бартоломе де Перестрелло и племяннице губернатора Эспаньолы Диего Колумба. Их дети:
- Антонио, участник испанского завоевания империи инков и энкомендерос в Уануко;
- Бартоломео, умер в молодости;
- Амадор, проживал в Лиме (Перу);
- Ане Мониш, жена конкистадора Диего д'Агуэро.